# Дріада (рослина)

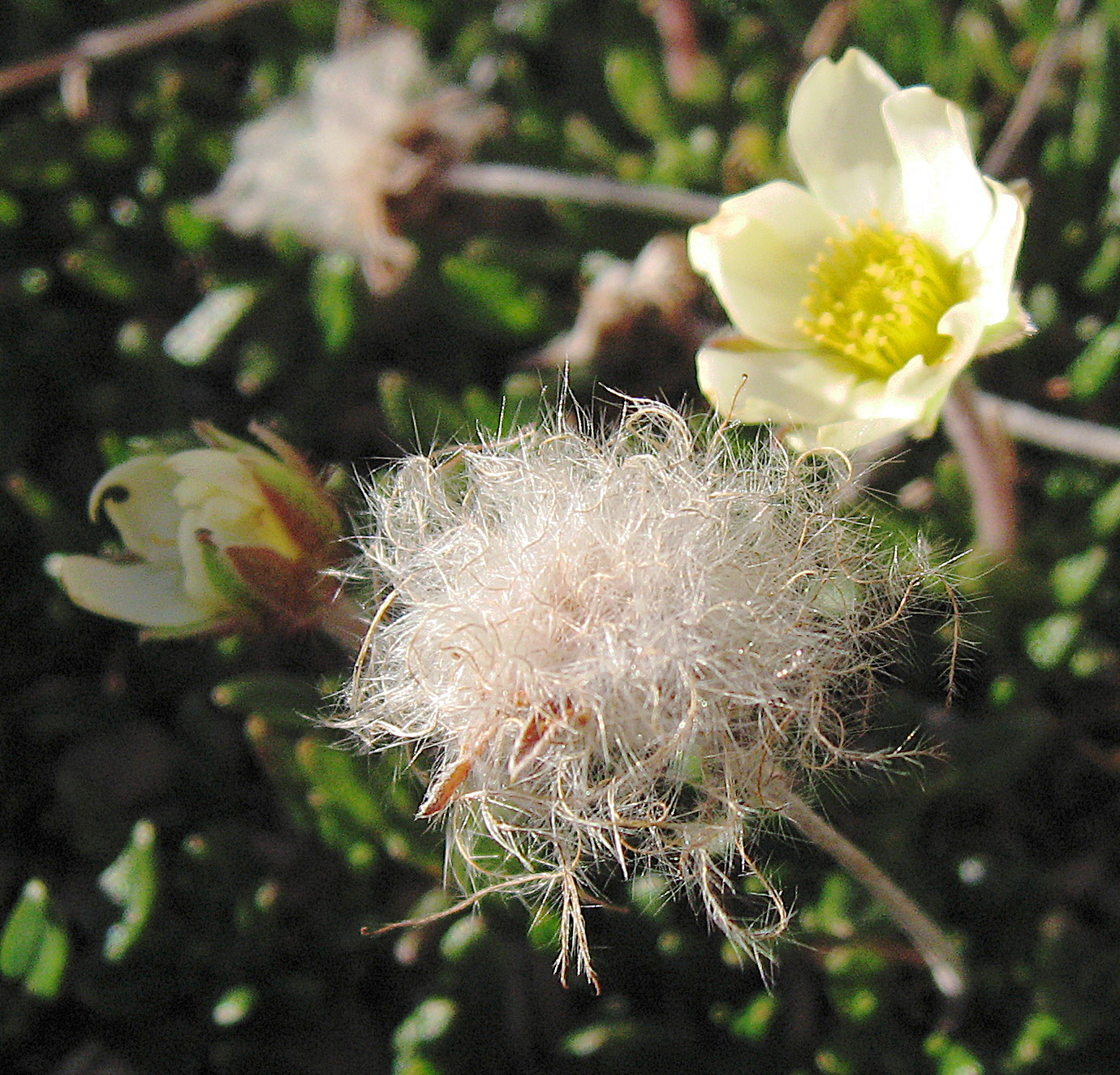
Dryas integrifolia

Дріада (лат. Drýas) — рід рослин родини розові. Рослини використовуються як декоративні на альпійських гірках.

## Назва
Дріада — ім'я лісової німфи у давньогрецькій міфології, що походить від дав.-гр. δρῦς — дерево, дуб. Карл Лінней назвав рід так через віддалену подібність форми листя типового виду — Дріади восьмипелюсткової — з листям дуба.
Через холодостійкість рослини його латинська назва, у свою чергу, була використана для позначення дріасу — етапу останнього обледеніння.

## Ботанічний опис
Дріада — вічнозелений ґрунтопокривний або сильно розпластаний гіллястий чагарник.
Кореневища та верхні частини стебла оточені залишками відмерлих черешків прикореневого листя.
Листки, що розвиваються на кінцях стебел, шкірясті з лискучою верхньою стороною, білоповстистою нижньою; часто покриті точковими залозками.
Квітконоси прямостоячі, як правило, одноквіткові. Великі квітки з вісьмома — дев'ятьма (десятьма) чашолистками та пелюстками зазвичай білого кольору, зрідка жовтого. Гіпантій увігнутий, як правило, з залозками. Зовнішньої чашечки немає. Пелюстки довші за чашолистки. Квітколоже опукле з численними тичинками та маточками. Приймочка верхівкового стовпчика проста.
Плід — довгаста сім'янка з перисто-волосистим стовпчиком.

## Поширення
Дріада поширена у холодних регіонах Північної півкулі — арктичних та субарктичних місцевостях, а також у високогірних районах помірної зони.

## Види
The Plant List на 2011 рік налічує 6 прийнятих видів дріади:
- Dryas caucasica Juz. — Дріада кавказька
- Dryas incisa Juz.
- Dryas integrifolia Vahl
- Dryas octopetala L. типовий[2] — Дріада восьмипелюсткова
- Dryas oxyodonta Juz.
- Dryas punctata Juz.